# (184275) Laffra
(184275) Laffra est un astéroïde appartenant au groupe de Hungaria, en périphérie de la ceinture principale d'astéroïdes.

## Description
(184275) Laffra a été découvert par Jean-Claude Merlin le 6 janvier 2005 à Nogales. Il présente une orbite caractérisée par un demi-grand axe de 1,91 UA, une excentricité de 0,0798 et une inclinaison de 18,94° par rapport à l'écliptique.
Il fut nommé en hommage à Maurice Laffra (1886-1936), qui créa l'Orchestre Symphonique du Creusot en 1920 et le dirigea de 1920 à 1922.